# Communauté de communes les Châteaux
La communauté de communes les Châteaux est une ancienne communauté de communes française, située dans le département 
du Bas-Rhin.

## Historique
Elle fait suite à un SIVOM créé en 1992.
Le 1er janvier 2017, la communauté de communes est absorbée par l'Eurométropole de Strasbourg.

## Composition
Elle était composée des communes suivantes :
| Nom                | Code Insee | Gentilé               | Superficie (km2) | Population (dernière pop. légale) | Densité (hab./km2) |
| ------------------ | ---------- | --------------------- | ---------------- | --------------------------------- | ------------------ |
| Osthoffen (siège)  | 67363      | Osthoffenois          | 5,11             | 832 (2014)                        | 163                |
| Achenheim          | 67001      | Achenheimois          | 6,03             | 2 001 (2014)                      | 332                |
| Breuschwickersheim | 67065      | Breuschwickersheimois | 5,06             | 1 266 (2014)                      | 250                |
| Hangenbieten       | 67182      | Hangenbietenois       | 4,11             | 1 515 (2014)                      | 369                |
| Kolbsheim          | 67247      | Kolbsheimois          | 3,33             | 888 (2014)                        | 267                |

## Démographie
| 1999  | 2012  | 2013  |
| ----- | ----- | ----- |
| 6 020 | 6 445 | 6 480 |